# クララ・ホイットニー

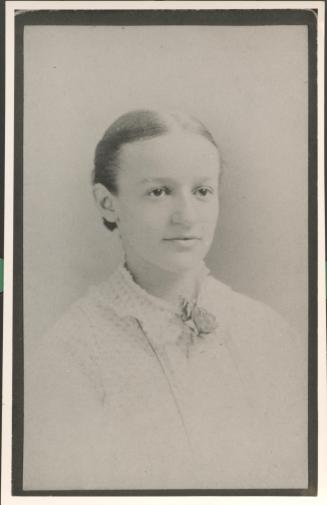
20代 (Clara A. Whitney Papers)

クララ・ホイットニー（Clara A. N. Whitney、1860年8月30日 - 1936年12月6日）は、明治時代のアメリカ人女性。父はお雇い外国人として来日したウィリアム・コグスウェル・ホイットニー、兄は赤坂病院（現在の日本基督教団赤坂教会）設立者のウィリス・ホイットニー。
勝海舟三男で、愛妾（長崎時代の現地妻）の梶玖磨が生んだ梶梅太郎（1864年 - 1925年）の妻で、海舟はクララの舅にあたる。

## 略伝
ニュージャージー州出身。商法講習所の教師として明治8年（1875年）に来日した父と共に14歳から5年間日本で暮らした。その間、親交のあった勝海舟の邸宅内にホイットニー家のバイブル塾が開設され、勝家の人々を始め、チャニング・ウィリアムズ（立教大学創設者、日本聖公会初代主教）、クレメント T. ブランシェ（立教女学校校長、米国聖公会聖職者）、ボアソナード（フランス法学者）と娘のルイーズ、石井筆子（滝乃川学園第2代学園長、静修女学校校長）と親交を深めた。また、ホイットニー・バイブル塾では後に留学から帰国する津田梅子、山川捨松とも懇意となった。
明治13年（1880年）にアメリカへ帰国。明治15年（1882年）に22歳で再来日。だがウィリアムは、行き違いから正式なお雇い外国人になれず、生活は困窮。窮状を見兼ねた以前から親しい勝海舟の好意で、ホイットニー家は勝邸内の別棟に住む。
明治19年（1886年）26歳で、22歳の梅太郎の子を身ごもり結婚した。しかし家計は苦しく、生計は明治女学校で教職に就いていたクララが担っており、海舟の死の翌年である明治33年（1900年）、40歳で夫を置いて子供達と共に帰国。ペンシルベニア州へ移り亡くなるまで過ごした。
1884年4月に浜離宮で開催された観桜会に招かれたクララは日記に、明治天皇について、『想像していたより、ずっとご立派』であり、『背丈は約5フィート8インチ（＝170cm程度）か、多分もう少し低いかもしれ』ず、『明るいオリーブ色でやや重厚な』顔立ちに『小さい山羊ひげと口ひげが』あり、『快活で温和な表情』であった。天皇は各国使臣の挨拶を受けると『優雅に頭を下げ、微笑され』たと率直に記している。

## 子女
- 梅久（ウォルター、1886年 - 1977年）[5] - クリーブランド (オハイオ州)に暮らし[6]、カヤホガ郡 (オハイオ州)で没した[7]。
- 和気（アディライン、1887年 - 1959年）[5][8]
- 喜乃（ウィニフレッド、1889年 - 1957年）[5][8]
- 幸（メーベル、1890年 - 1965年）[5][8]
- 礼（エルザ、1892年 - 1963年）[5][8]
- 勇（ヒルダ、1896年 - 1997年）[5][8]

## 文献
- クララ・ホイトニー 「手軽西洋料理」津田仙、皿城キン 訳（江藤書店, 1885年12月）
- 「ドクトル・ホイトニーの思ひ出 : 伝記・W・N・ホイトニー」（ホイトニー夫人・梶夫人名義の共著, 1930年）、復刻・大空社「伝記叢書」、1995年
- クララ・ホイットニー「クララの明治日記」（一又民子 訳、講談社（上下）、1976年）
  - 改訳新版「勝海舟の嫁 クララの明治日記」（一又民子・岩原明子・高野フミ・小林ひろみ 訳、中公文庫（上下）、1996年）
- 福田須美子「つながりあう知―クララと明治の女性たち」（春風社、2009年8月）
- 佐野真由子「クララ・ホイットニーが綴った明治の日々」（臨川書店（日記で読む日本史）、2019年3月）